# Petasites japonicus
Petasites japonicus, el fuki, también conocido como ruibarbo de ciénaga o petasite gigante, es una planta herbácea perenne en la familia Asteraceae. Es nativo de China, Corea y Japón, donde los brotes primaverales se consumen como una verdura. Es uno de los símbolos de la prefectura de Akita.

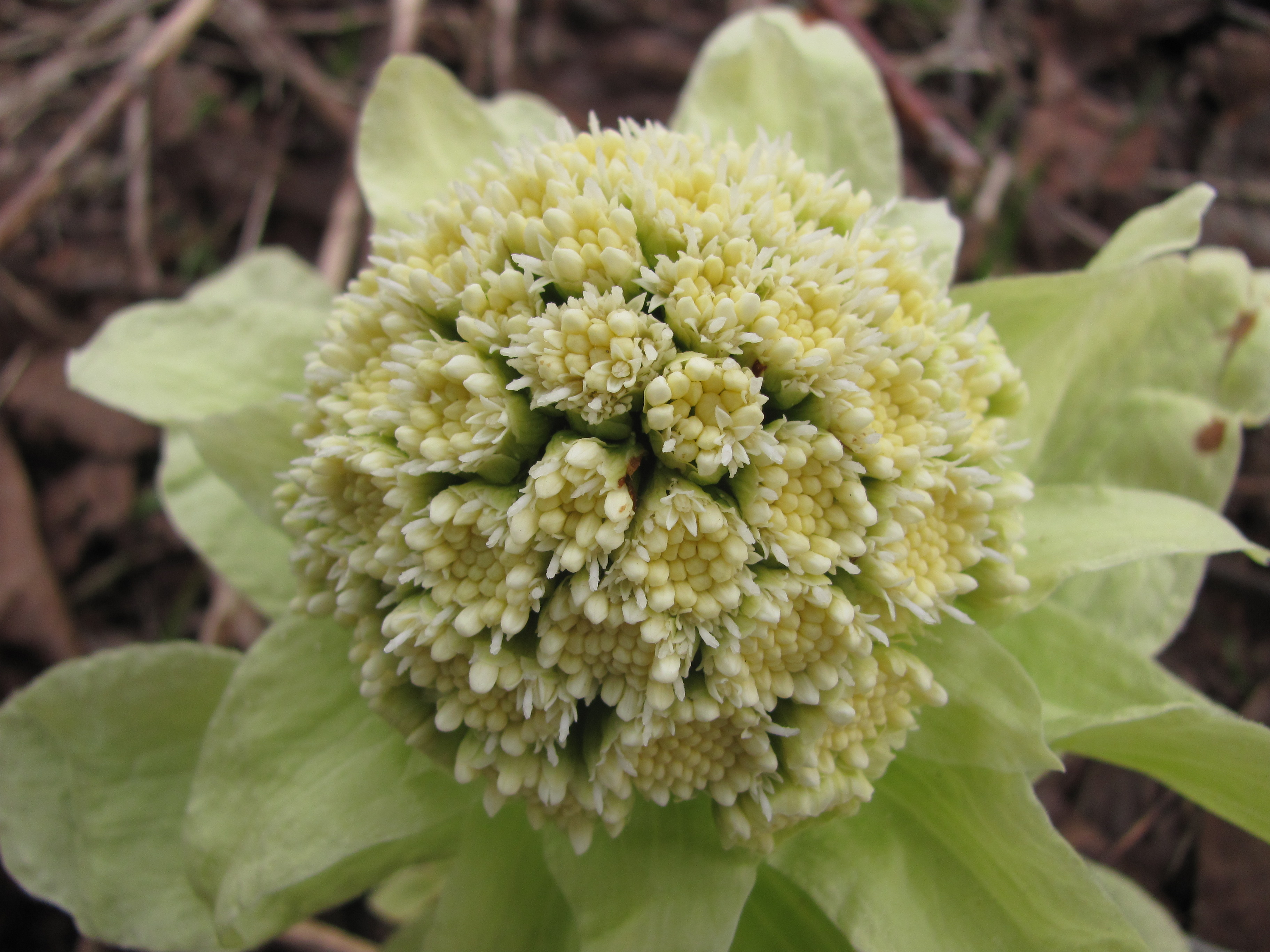
Inflorescencia

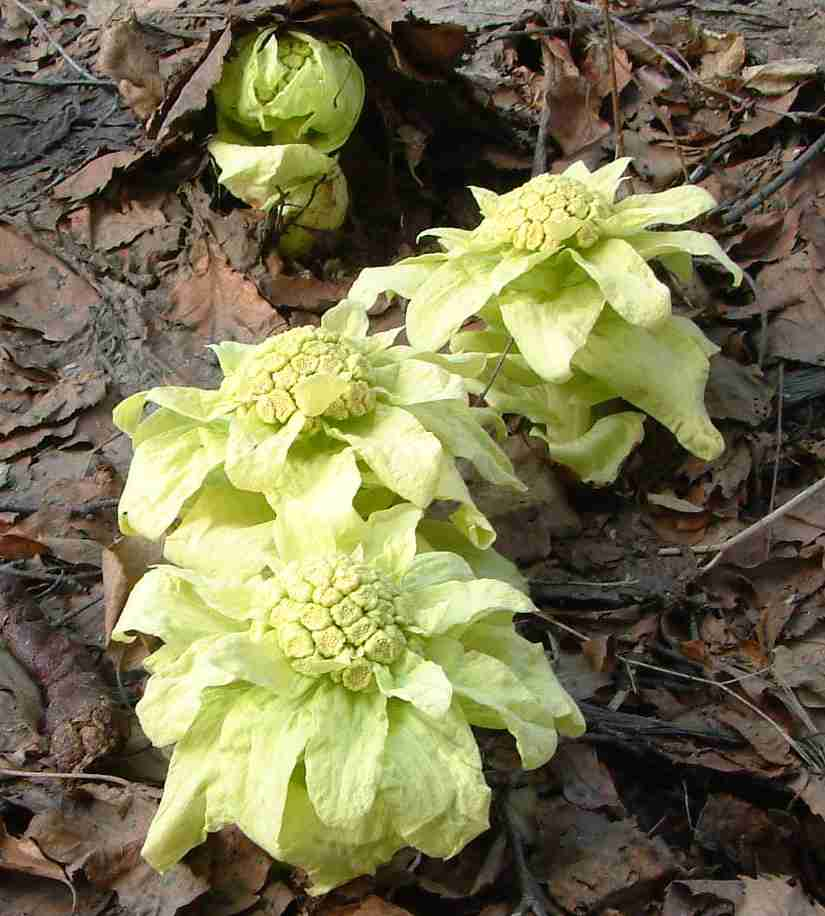
Vista de la planta

## Uso
Se usa en la cocina japonesa siendo su método tradicional de preparación, con un tratamiento previo de hervirlo con agua salada, técnica conocida como itazuri, para eliminar su aspereza. 

## Principios activos
Al igual que otros Petasites, el "fuki" contiene el alcaloide pirrolizidina, que ha sido asociado con un daño acumulativo en el hígado.   

## Taxonomía
Petasites japonicus fue descrita por (Siebold & Zucc.) Maxim.  y publicado en Florae Siculae Prodromus 1: xxvii. 1826.
Etimología
Petasites: nombre genérico que deriva de la palabra griega petasos = "sombrero de ala ancha", en alusión a las grandes hojas de la planta.
japonicus: epíteto geográfico que alude a su localización en Japón.
Sinonimia
- Nardosmia japonica Siebold & Zucc.
- Petasites albus A.Gray
- Petasites liukiuensis Kitam.
- Petasites spurius Miq.
- Tussilago petasites Thunb.[3]